# Baluti . R.C, Basavana Bagevadi
Baluti. R.C là một làng thuộc tehsil Basavana Bagevadi, huyện Bijapur, bang Karnataka, Ấn Độ.